# Lavabit
Lavabit — служба зашифрованной электронной почты с открытым исходным кодом, основанная в июне 2004 года (первоначально как Nerdshack и Mailshack) и закрытая в августе 2013 года. Перезапущена 20 января 2017 года. Изначально служба задумывалась как альтернатива Gmail, ориентированная на сохранение тайн переписки и комфорт пользователей.
Согласно Lavabit FAQ, «Lavabit была основана в ответ на сервис Gmail. В то время основатели Lavabit полагали, что Gmail был отличным сервисом, но компания Google активно нарушала тайну переписки своих пользователей, показывая рекламу, относящуюся к словам в их почте. Основатели Lavabit также считали, что они могли бы предоставлять более высокий уровень обслуживания, чем конкуренты». Lavabit также предотвращала возможность доступа компании к почтовому аккаунту пользователя, используя криптосистему с открытым ключом (асимметричное шифрование). Lavabit предоставляла бесплатные аккаунты, без рекламы, и два уровня платных аккаунтов. На момент закрытия Lavabit обслуживала свыше 410 000 конечных пользователей.

## История
Lavabit LLC была основана в июне 2004 года как Nerdshack LLC. Она была создана как бесплатная почтовая служба, предоставляющая как большие лимиты объёма почты, так и высокую безопасность. В феврале 2005 года компания запустила проприетарный почтовый сервер для протоколов SMTP и POP3, и, спустя месяц, компания стала называться Lavabit LLC. IMAP поддерживается с ноября 2007 года.
8 августа 2013 сервис был закрыт. На главной странице появилось сообщение основателя и владельца сервиса Ладара Левисона (Ladar Levison) «Дорогие друзья, меня заставили сделать сложный выбор: стать соучастником преступления против американского народа или отказаться от почти десяти лет тяжелой работы и закрыть Lavabit. После долгих раздумий я решил прекратить работу». Давление на Левисона было вызвано тем, что данным сервисом пользовался Эдвард Сноуден.
Ладар Левисон уже добился рассекречивания некоторых документов по делу, а сейчас принял решение открыть исходный код почтового сервиса Lavabit.
В репозитории Github — исходный код почтового демона magma, который поддерживает шифрование на сервере, SMTP, POP, IMAP и HTTP (с интерфейсом JSON-RPC для почтового веб-клиента, он тоже там есть).
Опубликованы также исходники библиотеки libdime для многоуровневого шифрования Dark Internet Mail Environment (DIME, см.спецификации протокола).

## Возможности
Lavabit предоставляла электронную почту по протоколам POP3 и IMAP. Почта Lavabit была оснащена спам-фильтрами, защитой от вирусов и системой безопасности на основе технологий Transport Layer Security (SSL) и асинхронного шифрования, и многими другими функциями.

## Недостатки
- Ограничение на количество сообщений для входящих писем составляло 1024 в день, для исходящих — 256 в день.